# Telaga Sari (Tanjung Morawa)
Telaga Sari is een bestuurslaag in het regentschap Deli Serdang van de provincie Noord-Sumatra, Indonesië. Telaga Sari telt 6676 inwoners (volkstelling 2010).